# Quimper Cornouaille Tennis de Table
Actualités
Le Quimper Cornouaille Tennis de Table est un club français de tennis de table situé à Quimper. Le club dispute ses matchs à la Halle des Sports d'Ergué Armel.

## Histoire du club
Créé en mai 1997, le club est né de la fusion de l'Amicale Laïque de Pluguffan, les Pongistes d’Ergué Gabéric et l’Amicale Sportive d’Ergué Armel. Après une année de rodage, la section féminine a pris son rythme de croisière pour arriver en Pro B en 2006. Puis à la surprise générale, les féminines ont décroché la deuxième place du championnat en 2010 pour arriver en Pro A après un début de saison catastrophique. Le 11 mars 2011, les Bretonnes décrochent la première et seule victoire de l'histoire du club en Pro A sur le terrain du TT Joué-lés-Tours, malheureusement insuffisant pour se maintenir.
Repartant en Pro B après avoir été recalées par la CNAG pour un repêchage en Pro A à la suite des refus des deux premiers de la dernière Pro B d'accéder à l'élite, les Quimpéroises caracolent en tête en ce début de saison. Pour revenir au plus haut niveau le plus rapidement possible, le club enregistre l'arrivée de Danjie Zhu, classée directement no 1 française sans jouer par la FFTT. Mais ce recrutement fut un échec, et les Bretonnes échouent au pied du podium à l'issue de la saison.
Pour la saison 2012-2013, le club a recruté Tian Yuan et avant même la fin du championnat, l'équipe est assurée de monter en Pro A. Dans le même temps, la réserve est sacrée championne de France en nationale 1. Les deux équipes réussissent le rarissime exploit de terminer invaincues leurs poules.
Promu en 2013-2014 en Pro A, le club quimpérois enregistre le départ de Bilbjana Todorovic, remplacée par Miyoung Park, 44e mondial. Elles signent la première victoire de leur histoire à domicile contre l'ALCL Grand-Quevilly de l'ancienne cornouaillaise Li Xue 4-2.

## Effectif 2012-2013
- Yuan Tian no 11 française
- Biljana Todorovic no 38
- Emmanuelle Lennon no 44
- Anne-Sophie Gourin no 68
- Eva Andorin no 87
- Tamara Jeric no 111
- Entraineur :  Emmanuel Palud

## Palmarès
- Pro B (2):
  - Championnes en 2013 et 2023.
  - Vice-championnes en 2010.
- Nationale 1 (1):
  - Championnes en 2022.

## Bilan par saison
| Saison    | Division | Championnat | Classement             | Phase finale                                                             | Pts | J  | V  | N | D  | Pp | Pc | Diff |
| --------- | -------- | ----------- | ---------------------- | ------------------------------------------------------------------------ | --- | -- | -- | - | -- | -- | -- | ---- |
| 2006-2007 | 2        | Pro B       | 6e/10                  | n/a                                                                      | 33  | 18 | 4  | 7 | 7  | 47 | 53 | -6   |
| 2007-2008 | 2        | Pro B       | 8e/10                  | n/a                                                                      | 28  | 18 | 3  | 4 | 11 | 37 | 61 | -24  |
| 2008-2009 | 2        | Pro B       | 6e/10                  | n/a                                                                      | 34  | 18 | 4  | 8 | 6  | 49 | 54 | -5   |
| 2009-2010 | 2        | Pro B       | 2e/10                  | n/a                                                                      | 40  | 18 | 8  | 6 | 4  | 51 | 42 | +9   |
| 2010-2011 | 1        | Pro A       | 10e/10                 | n/a                                                                      | 22  | 18 | 1  | 2 | 15 | 19 | 68 | -49  |
| 2011-2012 | 2        | Pro B       | 4e/10                  | n/a                                                                      | 41  | 18 | 11 | 1 | 6  | 55 | 41 | +14  |
| 2012-2013 | 2        | Pro B       | 1re/10                 | n/a                                                                      | 50  | 18 | 14 | 4 | 0  | 68 | 32 | +36  |
| 2013-2014 | 1        | Pro A       | 8e/10                  | n/a                                                                      | 32  | 18 | 4  | 6 | 8  | 45 | 55 | -10  |
| 2014-2015 | 1        | Pro A       | 3e/10                  | n/a                                                                      | 42  | 18 | 10 | 4 | 4  | 56 | 43 | +13  |
| 2015-2016 | 1        | Pro A       | 8e/8                   | n/a                                                                      | 14  | 14 | 0  | 0 | 14 | 7  | 56 | -49  |
| 2016-2017 | 2        | Pro B       | 7e/8                   | n/a                                                                      | 25  | 14 | 6  | 0 | 8  | 25 | 33 | -8   |
| 2017-2018 | 2        | Pro B       | 5e/6                   | n/a                                                                      | 17  | 10 | 4  | - | 6  | 17 | 23 | -6   |
| 2018-2019 | 1        | Pro Dames   | 6e/7 - Poule B         | Vainqueur Play-down                                                      | 14  | 12 | 2  | - | 10 | 14 | 33 | -19  |
| 2019-2020 | 1        | Pro Dames   | 3e/6 - Poule B         | Annulée                                                                  | 15  | 7  | 3  | - | 4  | 15 | 17 | -2   |
| 2020-2021 | 1        | Pro Dames   | 11e/12                 | Défaite - place de 9 à 12 Défaite - finale place 11                      | 16  | 11 | 4  | - | 7  | 16 | 26 | -10  |
| 2021-2022 | 2        | Nationale 1 | 1re/8 - Première phase | Vainqueur 8-2 d'Argentan en finale,                                      | 21  | 7  | 7  | 0 | 0  | ?  | ?  | ?    |
| 2021-2022 | 2        | Nationale 1 | 1re/8 - Deuxième phase | Vainqueur 8-2 d'Argentan en finale,                                      | 21  | 7  | 7  | 0 | 0  | ?  | ?  | ?    |
| 2022-2023 | 2        | Pro B Dames | 1re/8                  | n/a                                                                      | 39  | 14 | 12 | - | 2  | 39 | 15 | +24  |
| 2023-2024 | 1        | Pro A Dames | 12e/12                 | Vainqueur 3-1 à l'extérieur puis 3-0 à domicile d'Argentan en Play-down. | 10  | 11 | 0  | - | 11 | 10 | 33 | -23  |